# Vernakularsprache

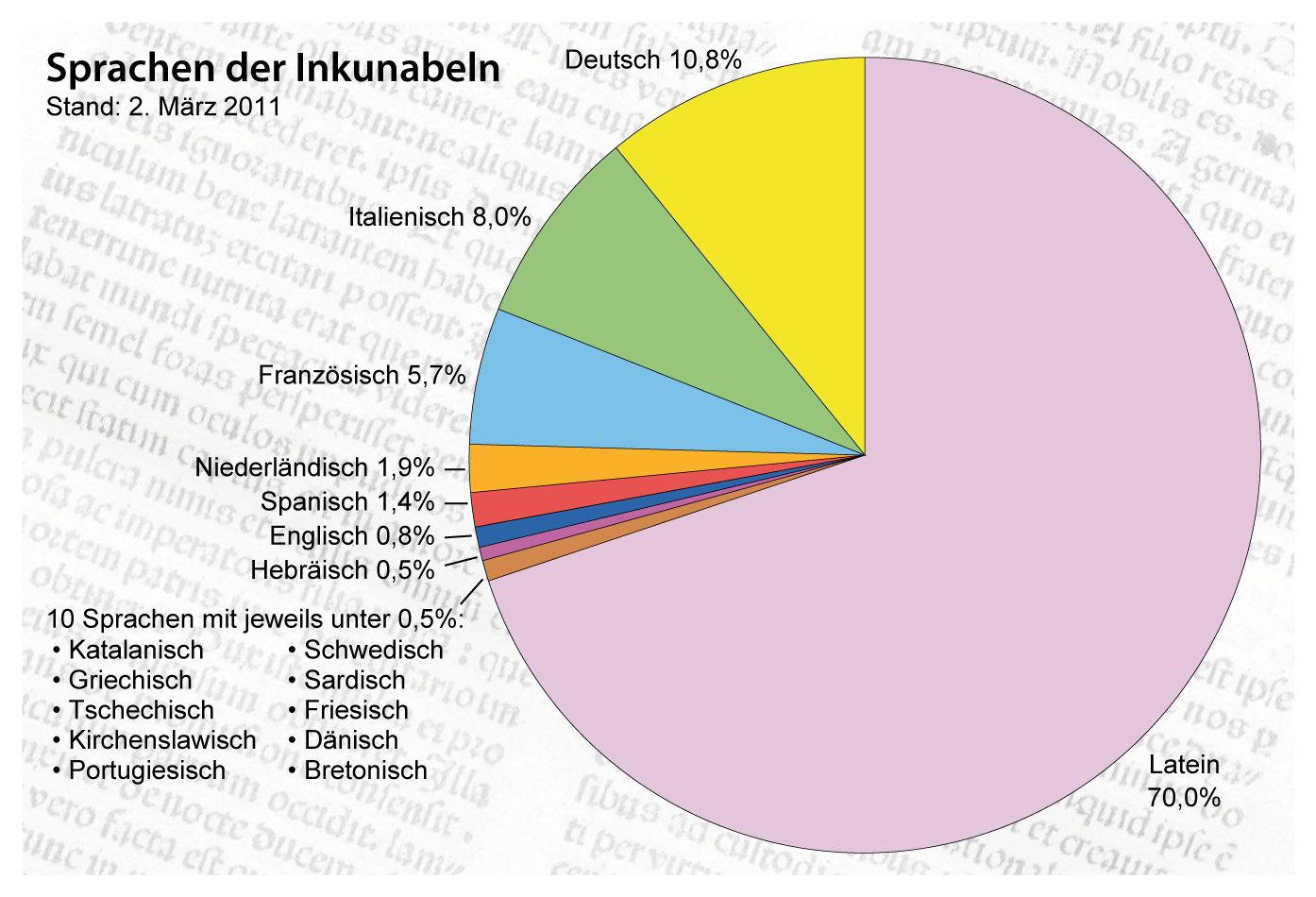
Dominanz von Latein über die europäischen Vernakularsprachen im 15. Jahrhundert, veranschaulicht durch die Sprachverteilung der Inkunabeln

Als Vernakularsprache oder Vernakulärsprache (lateinisch vernaculus einheimisch, selbst erfunden) bezeichnet die Sprachwissenschaft jede nicht standardisierte Sprachvarietät innerhalb eines Sprachgebiets. Es gibt Vernakularsprachen, die kein beziehungsweise kein deutlich ausgeprägtes schriftliches Korpus besitzen, die also vorwiegend mündlich gebraucht werden. Davon zu unterscheiden sind Vernakularsprachen, die über Texte verfügen, wobei diese unterschiedliche regionale Färbungen haben und über keine einheitlichen grammatikalischen Regeln verfügen. Ein dritter Typus ist bereits so weit von seiner Standardsprache (auch Hochsprache genannt) entfernt, räumlich oder zeitlich, dass die Sprecher die ursprünglichen Regeln nicht mehr befolgen, wie es beispielsweise bei Deutschen in Rio Grande do Sul in Brasilien beobachtet wird. Vernakularsprachen sind keine Dialekte. Als Dialekt kann jede Form von Muttersprache bezeichnet werden, die weder Standardsprache noch Vernakularsprache ist. Es ist sehr schwer, eine Grenze zwischen Dialekt und Vernakularsprache zu ziehen. Vernakularsprache steht im Gegensatz zu solchen Sprachen, die – etwa im Zuge des Kolonialismus – in einem Sprachgebiet etabliert wurden, wie zum Beispiel die französische Sprache in weiten Teilen Afrikas.
Der Begriff geht zurück auf das christliche Konzept der tres linguae sacrae (Hebräisch, Alt-Griechisch und Lateinisch) zurück, durch welches das Lateinische im Mittelalter und darüber hinaus den Rang der normierten Schriftsprache erhielt. Die jeweiligen Landes- und Nationalsprachen, als lingua vernacula, lingua vulgaris, lingua barbara oder barbarica, lingua rustica bezeichnet, wurden durch das Konzept der „drei heiligen Sprachen“ (tres linguae sacrae) bis in die Frühe Neuzeit hinein als Literatursprachen unterdrückt oder behindert, da sie als minderwertig galten.

## Formen
Im Zusammenhang mit Vernakularsprachen werden Dachsprachen, die mehrere Regionalsprachen überdachen, mit dem Terminus Vehikularsprache bezeichnet. Dies kann eine Nationalsprache sein, die von den Angehörigen unterschiedlicher Sprachgemeinschaften als Verkehrssprache verwendet wird. Verkehrssprachen stehen in einem Oppositionsverhältnis zur jeweiligen Vernakularsprache, deren Gebrauch rein praktisch orientiert ist und in der Kommunikation über Themen und Gegenstände des Alltags verwendet wird, wobei sie den Sprechern als wichtiges Identitätsmerkmal dient.
Im weitesten Sinne können alle Sprachvarietäten eines Sprachgebiets, die nicht zur Hochsprache, sondern zur gemeinsamen Volkssprache zählen, als Vernakularsprache gelten: indigene Sprachen, nicht verschriftete Mundarten, Jargons, verschriftete Prestigesprachen. Beispielsweise in der schleswig-holsteinischen Region Angeln wird eine niederdeutsche Varietät eigener Färbung gesprochen, die auf die dänische Mundart Sønderjysk – die auch als Südjütländisch oder Plattdänisch bezeichnet wird – folgte.
In derartigen Sprachgebieten ist das Phänomen zu beobachten, dass in einer Gesprächssituation zwischen Hochsprache und Vernakularsprache gewechselt wird. Diese Regionen heißen in der Linguistik Sprachkontaktzonen. Minderheitensprachen sind einem sogenannten Kontaktdruck der Amtssprache oder der Hochsprache als Modell-, Bezugs- und Überdachungssprache ausgesetzt. Im Rahmen einer Felduntersuchung im ungarndeutschen Hajosch im Kombinat Batsch-Kleinkumanien wurde das Phänomen der Vermischung innerhalb einer Gesprächssituation unter diesem Aspekt untersucht. Dabei spricht man zunehmend von einer Hybridität des Sprachgebrauchs. Dabei wurde festgestellt, dass das sogenannte „Kontaktdeutsch den sprachkommunikativen Fingerabdruck des Ungarischen als dominante Kontakt- und Prestigesprache besitzt und mit seinen phänotypischen Merkmalen und Relationen in vielfacher Hinsicht einen Mikrokosmos für sich darstellt, der einer ganzheitlichen Betrachtung bedarf“.
In den zweisprachigen Regionen von Louisiana und Akadien wurde bezüglich der Vermischung festgestellt, dass die Sprecher nicht bloß Einzelwörter aus der englischen Hochsprache entlehnen, sondern komplette Syntagmen und Sätze. Je nach Thema des Gesprächs findet ein mehr oder weniger häufiger Wechsel zwischen dem Vernakular und der Hochsprache statt. Dies wird als deutliches Indiz für die sprachliche Unsicherheit der Sprecher sowie für die zunehmende Unfähigkeit bewertet, Dinge des alltäglichen Lebens noch in der Vernakularsprache zu benennen. Hinsichtlich der Zukunftsperspektiven der jeweiligen Vernakularsprachen gibt diese Entwicklung zur Sorge Anlass.
In Gibraltar existiert – vereinfacht ausgedrückt – eine sprachliche Sonderform, die eine Mischung aus Englisch und Spanisch ist. Im Laufe der vergangenen dreihundert Jahre haben verschiedene Sprechergruppen diese Form namens Yanito entwickelt. Yanito hat eine andalusisch gefärbte spanische Grundmatrix, in die vorrangig englische Elemente eingebaut werden. Das Einfügen dieser Elemente kann auf drei unterschiedliche Arten erfolgen: einzelne Lexeme, Phrasen als syntaktische Einheiten und ganze Sätze. Yanito wird in einer informellen Sphäre gesprochen, in der es hauptsächlich um eine mündliche Verständigung geht. Yanito hat keine normierte Grammatik, es gibt kaum Texte. Der Versuch, Wörterbücher anzulegen, scheiterte bislang an der schnellen sprachlichen Veränderung dieser Vernakularsprache. Yanito wird in keiner Bildungseinrichtung unterrichtet, stellt jedoch ein Identitätsmerkmal von Solidarität und Zusammengehörigkeit dar.

## Entstehung und Entwicklung
In Deutschland ging die Vernakularsprache aus einem bestimmten Sprachstil der Hochkultur hervor, indem aus zahlreichen Dialekten ein einziger privilegiert wurde. Vernakularsprachen existierten nicht als vorgegebene Ursprache. Die Verbreitung der Vernakularsprache wurde durch die Erfindung des Buchdrucks möglich. Diese Innovation stieß auf ein ständig wachsendes Leserpotenzial, das auf eine Kommunikation in seiner Vernakularsprache angewiesen war. Auch die Forderung der Reformatoren, wonach jeder Gläubige die Bibel in seiner eigenen Volkssprache – nicht auf Lateinisch – lesen können müsse, trug zu ihrer Expansion bei: „Nach Luthers spektakulärem Auftritt auf der historischen Bühne wurden zwischen 1520 und 1540 dreimal soviele Bücher in deutscher Sprache, vornehmlich in ihrer Variante des sächsischen Kanzleistils, verkauft wie in den beiden Jahrzehnten zuvor.“ Die Volkssprache ist also nicht irgendwie organisch gewachsen, sondern sie wurde ganz bewusst geschaffen und diente als Indikator sprachnationaler Einheit und Kultur, wie auch als Vehikel nationaler Vorstellungen.
Die Kunstform der Legende, insbesondere die Legenda aurea des Jacobus de Voragine, war im Mittelalter nach der Bibel am weitesten verbreitet. Diese Bedeutung lässt sich an der großen Anzahl ihrer Handschriften sowie ihrer Übersetzungen in Vernakularsprachen erkennen.
Bei der Betrachtung von Nationbildungsprozessen wurde festgestellt, dass der Anfang in der Entwicklung europäischer Vernakularsprachen, die zu Literatursprachen geformt wurden, meistens von einer intensiven Übersetzungstätigkeit geprägt ist. Insbesondere im 12. Jahrhundert dienten Vernakularsprachen bei Übersetzungen der Vermittlung zwischen den Literaturen der islamischen, jüdischen und christlichen Glaubensgemeinschaften: „Die Tätigkeit dieses Übersetzungszentrums ist recht gut dokumentiert, insbesondere die Methode, die angewandt wurde, wenn der Übersetzer für die Übertragung vom Arabischen ins Lateinische auf einen meist jüdischen oder mozarabischen Vermittler zurückgriff, der zwar das Lateinische nicht gut beherrschte, dafür aber das Arabische und die hispanoromanische Vernakularsprache.“
In der neueren Geschichte modifizierte die katholische Kirche in Amerika ihre Strategien bei der Glaubensunterweisung. Angesichts indigener Sprachen musste die Kirche ihre Haltung zum Lateinischen ändern. Auch in den Indias waren Katechese, Predigt und die Beichte in den jeweiligen Vernakularsprachen durchzuführen, so wie es in Europa nach dem Tridentinum geschah.

## Globalisierung: Englisch als globale Hochsprache
Im Zuge der sprachlichen Globalisierung Europas – zu einer Zweisprachigkeit, die in der Linguistik Diglossie genannt wird – wird die Gefahr gesehen, dass Englisch insbesondere in Europa als überregionale Hochsprache (Globalesisch) etabliert wird, während die jeweiligen Muttersprachen auf das Niveau alltäglicher Vernakularsprachen herabgestuft werden. Englisch als Sprache für die hohen Diskurse (Wissenschaft, Kultur, Politik, Wirtschaft, Finanzen) und die Muttersprache für die niederen Diskurse des Alltags. Dabei wird davon ausgegangen, dass der hohen Sprache ein ökonomischer Wert zukommt, weil sie dem beruflichen Fortkommen und dem Erfolg dient. Nur eine hohe Sprache gelte als kapitalträchtig, während alles andere überflüssig, wenn nicht gar schädlich sei. Diese Entwicklung wird bereits als Kulturrevolution bezeichnet, sofern die anglophone Einsprachigkeit die Gesellschaft als Ganzes betrifft und nicht nur einzelne Bereiche, wie die Wissenschaft. So sind die aktuellen Forschungsergebnisse beispielsweise in den politischen Wissenschaften und in der Biologie nur noch auf Englisch verfügbar.
„Hier gibt es dann auch keinen Weg mehr zurück zu einer Wissenschaftssprache Deutsch. Das Deutsche verliert ganze Landschaften seines Ausbaus, wie dies die Linguistik nennt, und damit zunehmend auch sein Prestige. Der Status des Deutschen sinkt: Hier bröckelt die Hochsprache Deutsch, hier wird Deutsch zur Vernakularsprache.“